# قاموس السيرة والأدب المسيحيين حتى نهاية القرن السادس الميلادي
قاموس السيرة والأدب المسيحيين حتى نهاية القرن السادس الميلادي، مع وصف للطوائف والبدع الرئيسية  (بالإنجليزية: A Dictionary of Christian Biography and Literature to the End of the Sixth Century A.D., with an Account of the Principal Sects and Heresies) هو موسوعة دينية للسير الذاتية صدرت عام 1911م.
قام بتحريره ويليام كولمان بيرسي وهنري ويس، مدير كلية الملك في لندن (1883-1897) وعميد كانتربري (1903-1924) وصدر باللغة الإنجليزية، أصبح متاحًا للعامة اعتبارًا من عام 2004. قامت المكتبة المسيحية المسيحية الأثيرية بمسح النسخة المطبوعة الأصلية. في عام 1999، أعيدت طباعته تحت عنوان معجم السيرة الذاتية المسيحية المبكرة (بالإنجليزية: A Dictionary of Early Christian Biography).
كان سلفه معجم السير المسيحية والأدب والطوائف والعقائد (بالإنجليزية: Dictionary of Christian Biography, Literature, Sects and Doctrines) مكونات من أربعة مجلدات، وصدر عامي 1877-1887، وقد حرره وهنري ويس وويليام سميث. وهذا بدوره يمثل نسخة محدثة من قاموس سميث للكتاب المقدس (بالإنجليزية: Smith's Bible Dictionary) لعام 1863.